# Arnaud Gérard
Arnaud Gérard (født 6. oktober 1984) er en fransk tidligere professionel cykelrytter.